# Can Talleda
|  | No s'ha de confondre amb Can Tayeda. |

Can Talleda és una casa al municipi d'Anglès inclosa en l'Inventari del Patrimoni Arquitectònic de Catalunya. Casa medieval transformada, durant el segle xix, amb un tercer pis o golfes amb obertura de triple arcada (badiu). Casa entre mitgeres de quatre plantes i coberta de dues aigües a façana del costat esquerre del carrer d'Avall. Respon a la tipologia de casa medieval.

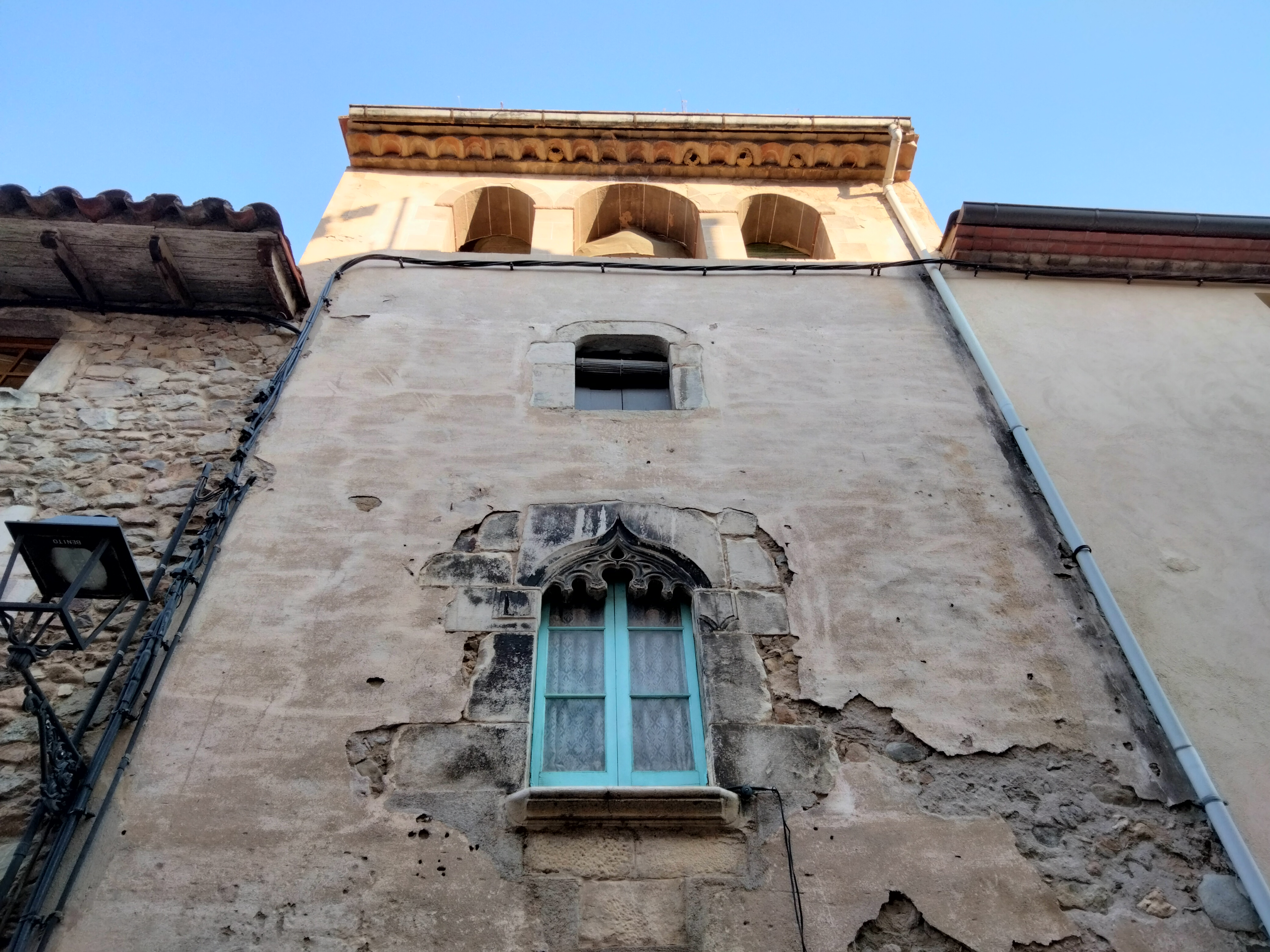
Detall de la part alta de la casa

La façana està arrebossada i, a la planta baixa, hi ha un sòcol d'arrebossat més nou. La planta baixa té un portal adovellat amb forma d'arc de mig punt. El primer pis hi ha un gran finestral gòtic amb l'ampit motllurat i suportat o sustentat amb tres blocs en disposició triangular. Els muntants són de pedra escairada i la gran llinda està formada per un arc conopial de decoració lobulada i traceria gòtica. Les impostes tenen uns baixos relleus on apareixen quatre escuts o senyals heràldics sense identificació precisa, seriats. El segon pis té una finestra de pedra més petita amb un arc rebaixat i monolític com a llinda. El tercer pis o golfes, de construcció més moderna, té tres obertures o arcades de mig punt la central de les quals és més ampla. Aquestes estan recobertes de pintura per a simular la pedra.